# 湘南工業短期大学
湘南工業短期大学（しょうなんこうぎょうたんきだいがく）は、神奈川県横浜市戸塚区矢部町越の下828に本部を置いていた日本の私立大学である。1950年に設置され、1951年に廃止された。1950年4月に初の入学者を受け入れてから1年と経たない1951年3月14日付けで正式に廃止されたため、卒業生を送り出すことなく消滅した。なお、湘南工科大学との関連はない。

## 概要

### 大学全体
- 財団法人湘南工業専門学校[注 1]により1950年神奈川県横浜市戸塚区内に設置された日本の私立短期大学 [3]。
- 東亜特殊製鋼によって1945年に設置[4]された東亜冶金工業専門学校を源流としており[5]、1950年4月より2つの学科を置いて開学[6][7]。
- しかし、私立学校法附則第3項に規定する手続きを行わなかったため学校教育法第2条により存続を認められず、1951年3月14日付けで廃校となる[8][注 3]

## 沿革
- 1945年3月20日 当時の文部大臣[注 4]である兒玉秀雄により東亜冶金工業専門学校の設置が専門学校令に基づき認められる。それにより同年4月横浜市にて開校[10]。
- 1946年11月 湘南冶金工業専門学校に改称[5][11]。
- 1949年10月 短期大学の設置認可に関する申請を以下の通り行う[12][13]。
  - 短期大学名 湘南工業短期大学
  - 設置学科及び入学定員
    - 金属工業科 50名
    - 化学工業科 50名
    - 機械工業科 50名
    - 工業経済科 100名
- 1950年3月14日 湘南工業短期大学の設置が認められる[2]。但し、以下の内容に変更された上で4月をもって開学[14][15]。
  - 短期大学名 湘南工業短期大学→変更なし
  - 設置学科及び入学定員
    - 金属工業科 50名→60名[16][15]
    - 化学工業科 50名→60名[16][15]
    - 機械工業科 50名→不認可
    - 工業経済科 100名→不認可
- 1951年 3月14日 正式廃止[2]。

## 基礎データ

### 所在地
- 神奈川県横浜市戸塚区矢部町越の下828[注 2][17]

### 学生数
- 前身である湘南工業専門学校の1949年4月30日時点での学生数は、男116となっている[18][注 5]

## 教育および研究

### 組織

#### 学科
- 金属工業科：入学定員60名[16][15]
- 化学工業科：入学定員60名[16][15]

#### 専攻科
- なし

#### 別科
- なし

## 大学関係者と組織

### 大学関係者一覧

#### 大学関係者
- 加藤衛：1948年、前身である湘南工業専門学校の教員に就任。担当科目は「ドイツ語」[19]

## 関連サイト
- http://www.geocities.jp/picaly1/31_nenpyo/1950.htm - ウェイバックマシン（2011年4月30日アーカイブ分）